# Muara Jaya (Caringin)
Muara Jaya is een bestuurslaag in het regentschap Bogor van de provincie West-Java, Indonesië. Muara Jaya telt 5217 inwoners (volkstelling 2010).